# Tour de Romandie 2007

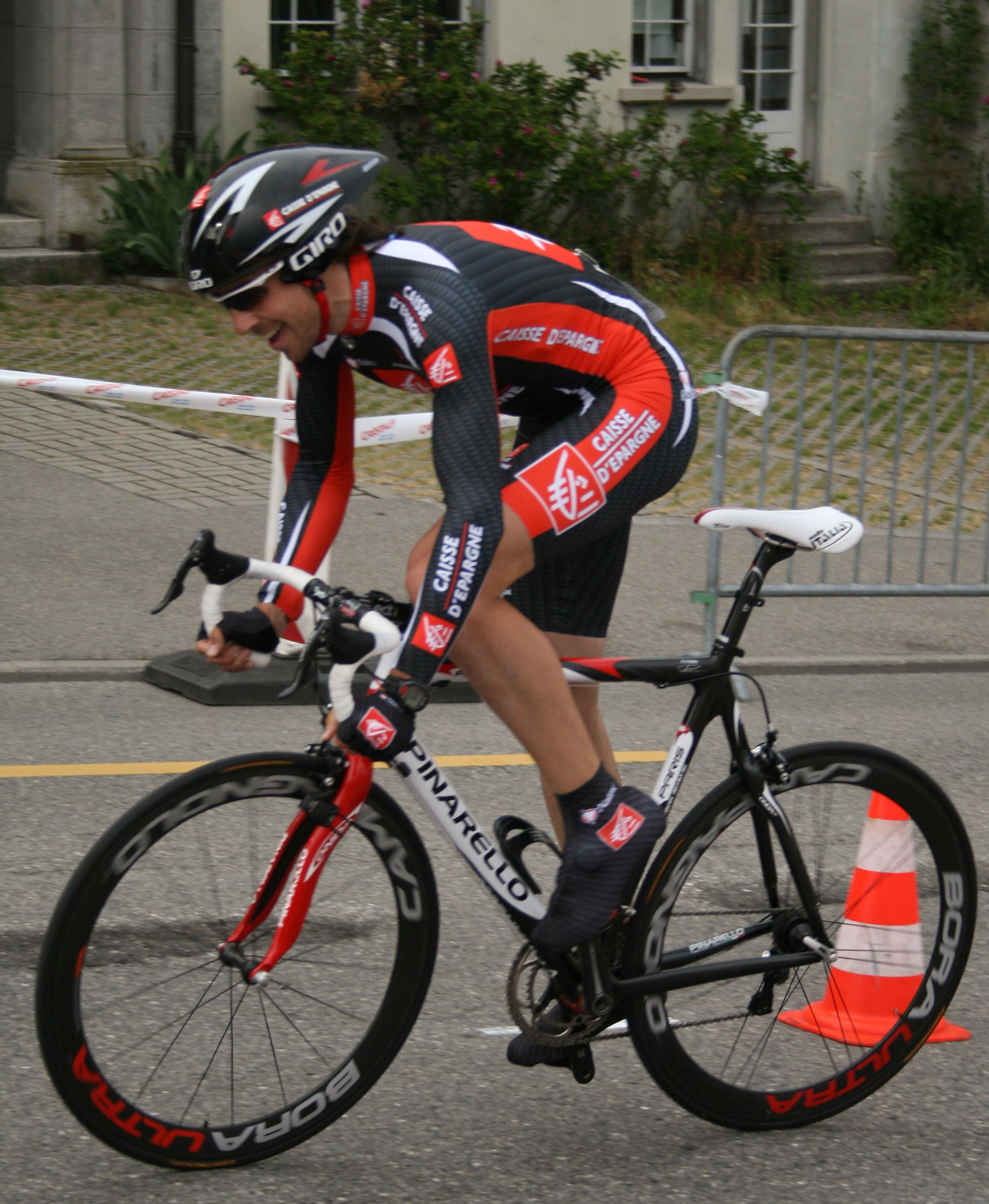

Le Tour de Romandie 2007, inscrit au calendrier de l'UCI ProTour 2007, a eu lieu du  1er au 6 mai. Il s'est déroulé sur six étapes (dont un prologue) qui traversaient la Suisse romande. Il est remporté par Thomas Dekker, leader de l'équipe Rabobank et vainqueur de l'étape contre-la-montre.

## Parcours et résultats
| Étape     | Date    | Villes étapes                      | Distance | Vainqueur d'étape | Leader du classement général |
| --------- | ------- | ---------------------------------- | -------- | ----------------- | ---------------------------- |
| Prologue  | 1er mai | Fribourg (clm)                     | 3,5 km   | Paolo Savoldelli  | Paolo Savoldelli             |
| 1re étape | 2 mai   | Granges-Paccot - La Chaux-de-Fonds | 157,8 km | Markus Fothen     | Paolo Savoldelli             |
| 2e étape  | 3 mai   | La Chaux-de-Fonds - Lucens         | 166,9 km | Robbie McEwen     | Paolo Savoldelli             |
| 3e étape  | 4 mai   | Moudon - Charmey                   | 162,7 km | Matteo Bono       | Paolo Savoldelli             |
| 4e étape  | 5 mai   | Charmey - Morgins                  | 155,9 km | Igor Antón        | Christopher Horner           |
| 5e étape  | 6 mai   | Lausanne (clm)                     | 20,4 km  | Thomas Dekker     | Thomas Dekker                |

## Classement final
| Coureur               | Pays               |    | Temps            |
| 1. Thomas Dekker      | Pays-Bas           | en | 17 h 27 min 02 s |
| 2. Paolo Savoldelli   | Italie             | +  | 11 s             |
| 3. Andrey Kashechkin  | Kazakhstan         |    | 34 s             |
| 4. Cadel Evans        | Australie          |    | 43 s             |
| 5. Christopher Horner | États-Unis         |    | 46 s             |
| 6. Roman Kreuziger    | République tchèque |    | 1 min 35 s       |
| 7. Igor Antón         | Espagne            |    | 1 min 51 s       |
| 8. Andy Schleck       | Luxembourg         |    | 1 min 53 s       |
| 9. Sylwester Szmyd    | Pologne            |    | 1 min 55 s       |
| 10. Janez Brajkovič   | Slovénie           |    | 2 min 00 s       |

## Résultats des étapes

### Prologue
L'italien Paolo Savoldelli remporte pour la troisième fois, dont la deuxième fois consécutive le prologue du Tour de Romandie.
| Coureur                  | Pays               |    | Temps      |
| 1. Paolo Savoldelli      | Italie             | en | 4 min 35 s |
| 2. Roman Kreuziger       | République tchèque | +  | 5 s        |
| 3. Christopher Horner    | États-Unis         |    | 7 s        |
| 4. Andrey Kashechkin     | Kazakhstan         |    | 9 s        |
| 5. Sandy Casar           | France             |    | 10 s       |
| 6. Andrey Mizourov       | Kazakhstan         |    | m.t.       |
| 7. Brett Lancaster       | Australie          |    | 11 s       |
| 8. Hubert Schwab         | Suisse             |    | m.t.       |
| 9. Jurgen Van den Broeck | Belgique           |    | m.t.       |
| 9. Rigoberto Urán        | Colombie           |    | m.t.       |

| Coureur                  | Pays               |   | Temps      |
| 1. Paolo Savoldelli      | Italie             |   | 4 min 35 s |
| 2. Roman Kreuziger       | République tchèque | + | 5 s        |
| 3. Christopher Horner    | États-Unis         |   | 7 s        |
| 4. Andrey Kashechkin     | Kazakhstan         |   | 9 s        |
| 5. Sandy Casar           | France             |   | 10 s       |
| 6. Andrey Mizourov       | Kazakhstan         |   | m.t.       |
| 7. Brett Lancaster       | Australie          |   | 11 s       |
| 8. Hubert Schwab         | Suisse             |   | m.t.       |
| 9. Jurgen Van den Broeck | Belgique           |   | m.t.       |
| 9. Rigoberto Urán        | Colombie           |   | m.t.       |

#### Classements annexes
| Classement        | Coureur                 | Total |
| ----------------- | ----------------------- | ----- |
| Sprint            | Paolo Savoldelli Italie | 0     |
| Montagne          | Paolo Savoldelli Italie | 0     |
| Ccombiné (points) | Paolo Savoldelli Italie | 0     |

### 1reétape
| Coureur                    | Pays      |    | Temps           |
| 1. Marcus Fothen           | Allemagne | en | 4 h 08 min 58 s |
| 2. Francisco Pérez Sánchez | Espagne   | +  | m.t.            |
| 3. Joaquim Rodríguez       | Espagne   |    | m.t.            |
| 4. Mirco Lorenzetto        | Italie    |    | m.t.            |
| 5. Cadel Evans             | Australie |    | m.t.            |
| 6. Leonardo Duque          | Colombie  |    | m.t.            |
| 7. Karsten Kroon           | Pays-Bas  |    | m.t.            |
| 8. Enrico Gasparotto       | Italie    |    | m.t.            |
| 9. Andreas Dietziker       | Suisse    |    | m.t.            |
| 10. Theo Eltink            | Pays-Bas  |    | m.t.            |

| Coureur                    | Pays               |   | Temps           |
| 1. Paolo Savoldelli        | Italie             |   | 4 h 13 min 33 s |
| 2. Roman Kreuziger         | République tchèque | + | 5 s             |
| 3. Marcus Fothen           | Allemagne          |   | 6 s             |
| 4. Sandy Casar             | France             |   | 7 s             |
| 5. Christopher Horner      | États-Unis         |   | m.t.            |
| 6. Andrey Kashechkin       | Kazakhstan         |   | 9 s             |
| 7. Francisco Pérez Sánchez | Espagne            |   | 10 s            |
| 8. Hubert Schwab           | Suisse             |   | 11 s            |
| 9. Jurgen Van den Broeck   | Belgique           |   | m.t.            |
| 10. Beat Zberg             | Suisse             |   | 12 s            |

#### Classements annexes
| Classement       | Coureur                 | Total points |
| ---------------- | ----------------------- | ------------ |
| Sprint           | Sandy Casar France      | 6            |
| Montagne         | Laurent Brochard France | 34           |
| Combiné (points) | Marcus Fothen Allemagne | 25           |

### 2eétape
Le Français Nicolas Crosbie échappé au kilomètre 57, a longtemps roulé en tête comptant au mieux 9 minutes d'avance sur le peloton avant d'être rattrapé à 20 kilomètres de l'arrivée.
Lors du sprint final le Colombien Leonardo Duque a chuté, entrainant la chute d'autres coureurs, et bloquant une partie du peloton et notamment Paolo Savoldelli. Cependant les écarts étant bloqué à 3 kilomètres de l'arrivée, aucun changement majeur au classement général n'est à signaler si ce n'est un rapprochement en termes de temps dans le top 10.
| Coureur              | Pays             |    | Temps |
| 1. Robbie McEwen     | Australie        | en |       |
| 2. Borut Božič       | Slovénie         | +  | m.t.  |
| 3. Enrico Gasparotto | Italie           |    | m.t.  |
| 4. Julian Dean       | Nouvelle-Zélande |    | m.t.  |
| 5. Martin Elmiger    | Suisse           |    | m.t.  |
| 6. Gregory Henderson | Nouvelle-Zélande |    | m.t.  |
| 7. Igor Abakoumov    | Belgique         |    | m.t.  |
| 8. Aitor Galdós      | Espagne          |    | m.t.  |
| 9. Mirco Lorenzetto  | Italie           |    | m.t.  |
| 10. Marcus Fothen    | Allemagne        |    | m.t.  |

| Coureur                    | Pays               |   | Temps           |
| 1. Paolo Savoldelli        | Italie             |   | 8 h 15 min 14 s |
| 2. Roman Kreuziger         | République tchèque | + | 5 s             |
| 3. Christopher Horner      | États-Unis         |   | m.t.            |
| 4. Marcus Fothen           | Allemagne          |   | 6 s             |
| 5. Sandy Casar             | France             |   | m.t.            |
| 6. Andrey Kashechkin       | Kazakhstan         |   | 9 s             |
| 7. Patrick Calcagni        | Suisse             |   | 10 s            |
| 8. Francisco Pérez Sánchez | Espagne            |   | m.t.            |
| 9. Enrico Gasparotto       | Italie             |   | 11 s            |
| 10. Hubert Schwab          | Suisse             |   | m.t.            |

#### Classements annexes
| Classement       | Coureur                 | Total |
| ---------------- | ----------------------- | ----- |
| Sprint           | Patrick Calcagni Suisse | 10    |
| Montagne         | Laurent Brochard France | 40    |
| Combiné (points) | Marcus Fothen Allemagne | 28    |

### 3eétape
| Coureur              | Pays      |    | Temps           |
| 1. Matteo Bono       | Italie    | en | 4 h 04 min 16 s |
| 2. Fumiyuki Beppu    | Japon     | +  | m.t.            |
| 3. Marco Pinotti     | Italie    |    | 2 s             |
| 4. Christophe Moreau | France    |    | 3 min 51 s      |
| 5. Thomas Dekker     | Pays-Bas  |    | m.t.            |
| 6. Andrea Tonti      | Italie    |    | m.t.            |
| 7. Theo Eltink       | Pays-Bas  |    | m.t.            |
| 8. Roger Beuchat     | Suisse    |    | m.t.            |
| 9. Marcus Fothen     | Allemagne |    | m.t.            |
| 10. Patrick Calcagni | Suisse    |    | m.t.            |

| Coureur                    | Pays               |   | Temps            |
| 1. Paolo Savoldelli        | Italie             |   | 12 h 23 min 03 s |
| 2. Marco Pinotti           | Italie             | + | 4 s              |
| 3. Roman Kreuziger         | République tchèque |   | 5 s              |
| 4. Christopher Horner      | États-Unis         |   | m.t.             |
| 5. Marcus Fothen           | Allemagne          |   | 6 s              |
| 6. Sandy Casar             | France             |   | m.t.             |
| 7. Andrey Kashechkin       | Kazakhstan         |   | 9 s              |
| 8. Patrick Calcagni        | Suisse             |   | 10 s             |
| 9. Francisco Pérez Sánchez | Espagne            |   | m.t.             |
| 10. Hubert Schwab          | Suisse             |   | 11 s             |

#### Classements annexes
| Classement       | Coureur                 | Total points |
| ---------------- | ----------------------- | ------------ |
| Sprint           | Patrick Calcagni Suisse | 10           |
| Montagne         | Laurent Brochard France | 44           |
| Combiné (points) | Marcus Fothen Allemagne | 32           |

### 4eétape
| Coureur               | Pays       |    | Temps           |
| 1. Igor Antón         | Espagne    | en | 4 h 36 min 56 s |
| 2. Thomas Dekker      | Pays-Bas   | +  | m.t.            |
| 3. Christopher Horner | États-Unis |    | m.t.            |
| 4. John Gadret        | France     |    | 2 s             |
| 5. Cadel Evans        | Australie  |    | 16 s            |
| 6. Sylwester Szmyd    | Pologne    |    | m.t.            |
| 7. Andy Schleck       | Luxembourg |    | m.t.            |
| 8. Paolo Savoldelli   | Italie     |    | m.t.            |
| 9. Andrey Kashechkin  | Kazakhstan |    | m.t.            |
| 10. Joaquim Rodríguez | Espagne    |    | m.t.            |

| Coureur               | Pays       |    | Temps            |
| 1. Christopher Horner | États-Unis | en | 17 h 00 min 17 s |
| 2. Igor Antón         | Espagne    | +  | 7 s              |
| 3. Thomas Dekker      | Pays-Bas   |    | 9 s              |
| 4. Paolo Savoldelli   | Italie     |    | 15 s             |
| 5. John Gadret        | France     |    | 22 s             |
| 6. Cadel Evans        | Australie  |    | 29 s             |
| 7. Sylwester Szmyd    | Pologne    |    | 31 s             |
| 8. Andrey Kashechkin  | Kazakhstan |    | m.t.             |
| 9. Andy Schleck       | Luxembourg |    | 33 s             |
| 10. Joaquim Rodríguez | Espagne    |    | 43 s             |

#### Classements annexes
| Classement       | Coureur                 | Total (points) |
| ---------------- | ----------------------- | -------------- |
| Sprint           | Patrick Calcagni Suisse | 10             |
| Montagne         | Laurent Brochard France | 64             |
| Combiné (points) | Marcus Fothen Allemagne | 32             |

### 5eétape
| Coureur               | Pays               |    | Temps       |
| 1. Thomas Dekker      | Pays-Bas           | en | 26 min 36 s |
| 2. Paolo Savoldelli   | Italie             | +  | 5 s         |
| 3. Andrey Kashechkin  | Kazakhstan         |    | 12 s        |
| 4. Cadel Evans        | Australie          |    | 23 s        |
| 5. Eddy Mazzoleni     | Italie             |    | 46 s        |
| 6. Roman Kreuziger    | République tchèque |    | 52 s        |
| 7. Christopher Horner | États-Unis         |    | 55 s        |
| 8. David Zabriskie    | États-Unis         |    | 57 s        |
| 9. Sandy Casar        | France             |    | 1 min 01 s  |
| 10. Janez Brajkovič   | Slovénie           |    | 1 min 05 s  |

| Coureur               | Pays               |   | Temps            |
| 1. Thomas Dekker      | Pays-Bas           |   | 17 h 27 min 02 s |
| 2. Paolo Savoldelli   | Italie             | + | 11 s             |
| 3. Andrey Kashechkin  | Kazakhstan         |   | 34 s             |
| 4. Cadel Evans        | Australie          |   | 43 s             |
| 5. Christopher Horner | États-Unis         |   | 46 s             |
| 6. Roman Kreuziger    | République tchèque |   | 1 min 35 s       |
| 7. Igor Antón         | Espagne            |   | 1 min 51 s       |
| 8. Andy Schleck       | Luxembourg         |   | 1 min 53 s       |
| 9. Sylwester Szmyd    | Pologne            |   | 1 min 55 s       |
| 10. Janez Brajkovič   | Slovénie           |   | 2 min 00 s       |

#### Classements annexes
| Classement       | Coureur                 | Total (points) |
| ---------------- | ----------------------- | -------------- |
| Sprint           | Patrick Calcagni Suisse | 10             |
| Montagne         | Laurent Brochard France | 64             |
| Combiné (points) | Thomas Dekker Pays-Bas  | 43             |
| équipe           | CSC Danemark            | -              |

## Évolution des classements
| Étape (Vainqueur)         | Classement général | Classement de la montagne | Classement combiné (points) | Classement du sprint |
| ------------------------- | ------------------ | ------------------------- | --------------------------- | -------------------- |
| Prologue Paolo Savoldelli | Paolo Savoldelli   | Paolo Savoldelli          | Paolo Savoldelli            | Paolo Savoldelli     |
| 1re étape Markus Fothen   | Paolo Savoldelli   | Laurent Brochard          | Markus Fothen               | Sandy Casar          |
| 2e étape Robbie McEwen    | Paolo Savoldelli   | Laurent Brochard          | Markus Fothen               | Patrick Calcagni     |
| 3e étape Matteo Bono      | Paolo Savoldelli   | Laurent Brochard          | Markus Fothen               | Patrick Calcagni     |
| 4e étape Igor Antón       | Christopher Horner | Laurent Brochard          | Markus Fothen               | Patrick Calcagni     |
| 5e étape Thomas Dekker    | Thomas Dekker      | Laurent Brochard          | Thomas Dekker               | Patrick Calcagni     |